# Candeias (kommun i Brasilien, Minas Gerais)
Candeias är en kommun i Brasilien.   Den ligger i delstaten Minas Gerais, i den sydöstra delen av landet, 600 km sydost om huvudstaden Brasília. Antalet invånare är 14 592.
Omgivningarna runt Candeias är huvudsakligen savann. Runt Candeias är det glesbefolkat, med 20 invånare per kvadratkilometer.